# 다이스솜꼬리토끼
다이스솜꼬리토끼(Sylvilagus dicei)는 솜꼬리토끼의 일종이다. 코스타리카와 파나마의 고평원과 운무림 서식지에서 발견된다.

## 분류학
1932년 해리스 주니어(William P. Harris, Jr.)가 처음 기재했다. 한때 타페티 또는 숲솜꼬리토끼의 아종으로 간주하기도 했지만 현재는 별도의 종으로 인식하고 있다. 모식 산지는 코스타리카 산악 지대 코르디예라 데 탈라망카(Cordillera de Talamanca) 해발 1,800m 높이의 엘 코페이 데 도타(El Copey de Dota) 지역이다.